# 칼리나고어
칼리나고어(Kalinago), 칼리포나어(Kalhíphona), 또는 이녜리어(Igneri, Iñeri)는 카리브해 소앤틸리스 제도의 칼리나고족(카리브족)이 사용하던 아라와크어족 계통 언어이다. 본래의 칼리나고어는 식민 시대에 꾸준히 쇠퇴하여 끝내 1920년대에 사멸했으나 가리푸나어라는 언어변종이 중미 지역의 아프리카계 혼혈 가리푸나인들에 의해 여전히 사용되고 있다.
비슷한 이름과 달리 기아나 지역의 칼리나족(본토 카리브족)이 사용하는 카리브어와는 별개의 언어이다. 역사적으로 유럽인 도래 이전에 본토로부터 유입된 카리브족이 토착의 이녜리족을 흡수하며 언어를 받아들인 결과가 칼리나고어인 것으로 추정된다.

## 같이 보기
- 카리브어